# Kriegssonderstrafrechtsverordnung
Die Verordnung über das Sonderstrafrecht im Kriege und bei besonderem Einsatz, kurz Kriegssonderstrafrechtsverordnung (KSSVO), wurde am 17. August 1938 vom Chef des Oberkommandos der Wehrmacht (OKW) Wilhelm Keitel und dem „Führer und Reichskanzler“ Adolf Hitler erlassen und war ein Element der Kriegsvorbereitungen des NS-Staates. Die Verordnung wurde erst am 26. August 1939 im Reichsgesetzblatt bekanntgegeben und trat damit in Kraft.

## Zustandekommen
Gemäß Artikel 106 der Weimarer Verfassung war 1920 zwar die Militärgerichtsbarkeit in Friedenszeiten und jenseits der Bordgerichte der Kriegsmarine abgeschafft worden. Die Gerichtsbarkeit gegen Reichswehrangehörige war an die ordentliche Gerichtsbarkeit übergegangen. Noch vor der Wiedereinführung der allgemeinen Wehrpflicht 1935 führten die Nationalsozialisten 1933 die Militärgerichtsbarkeit wieder ein und schufen 1936 als höchste Instanz das Reichskriegsgericht.
Das Militärstrafgesetzbuch (MilStGB) galt in der Fassung vom 1. August 1926 weiter.
Bereits im Mai 1934 lag ein Referentenentwurf für eine Kriegssonderstrafrechtsverordnung vor, die einige im MilStGB nicht geregelte Sondertatbestände wie die „Zersetzung der Wehrkraft“, Spionage oder Freischärlerei einführen und mit dem Tode bestrafen sollte. Unterschiedliche Auffassungen der an einer „großen Strafrechtsreform“ des NS-Regimes Beteiligten verzögerten eine rasche Einigung. Während der Sudetenkrise 1938 arbeitete die Wehrmachtrechtsabteilung eine „als Notbehelf“ angesehene Kriegssonderstrafrechtsverordnung mitsamt einer Kriegsstrafverfahrensordnung (KStVO) aus, die Adolf Hitler und der Chef des OKW Wilhelm Keitel bereits am 17. August 1938 unterzeichnet hatten, jedoch erst mit der Generalmobilmachung am 26. August 1939 durch Bekanntgabe im Reichsgesetzblatt in Kraft traten.
1940 wurde das MilStGB neu gefasst.

## Inhalt
Die Kriegssonderstrafrechtsverordnung formulierte neue Straftatbestände, die mit dem Tode bestraft wurden oder Strafschärfungen gegenüber dem MilStGB enthielten. Die KSSVO umfasste elf Paragraphen. Ihr sachlicher Kern waren die so genannten Sondertatbestände, welche in den Paragraphen 2 bis 8 definiert waren:
§ 2 Spionage
§ 3 Freischärlerei
§ 4 Zuwiderhandlungen gegen die von den Befehlshabern im besetzten ausländischen Gebiet erlassenen Verordnungen
§ 5 Zersetzung der Wehrkraft
§ 6 Unerlaubte Entfernung und Fahnenflucht
§ 7 Einschränkung der Dienstentlassung
§ 8 Disziplinarübertretungen

## Ergänzungsverordnungen
Mehrere Ergänzungen durch einen eingefügten § 5 a verschärften die Strafen und erweiterten den Ermessensspielraum der Richter. Die Erste Verordnung zur Ergänzung der Kriegssonderstrafrechtsverordnung vom 1. November 1939 (RGBl. I, S. 2131) gestattete die Überschreitung des regelmäßigen Strafrahmens und ermöglichte ein Todesurteil, wenn es „die Aufrechterhaltung der Mannszucht oder die Sicherheit der Truppe erfordert“. 
Durch die Vierte Ergänzungsverordnung vom 31. März 1943 (RGBl. I, S. 261) wurden rückwirkend auch Beschuldigte einbezogen, wenn „der Täter einen besonders schweren Nachteil für die Kriegsführung oder die Sicherheit des Reiches verschuldet“ hatte; es wurde ins richterliche Ermessen gestellt, den regelmäßigen Strafrahmen zu überschreiten, wenn dieser „nach gesundem Volksempfinden“ zur Sühne nicht ausreiche. In einer Fünften Verordnung zur Ergänzung der Kriegssonderstrafrechtsverordnung vom 5. Mai 1944 (RGBl. I, S. 115) wurde dies auch bei fahrlässigen Handlungen zulässig, wenn ein besonders schwerer Nachteil die Folge sei.

## Aufhebung der Verordnung
Mit dem Kontrollratsgesetz Nr. 11 vom 30. Januar 1946 wurde mit zahlreichen weiteren Strafbestimmungen der nationalsozialistischen Zeit auch die KSSVO aufgehoben.

## Aufhebung der Urteile
Im Gesetz zur Aufhebung nationalsozialistischer Unrechtsurteile in der Strafrechtspflege (NS-AufhG) vom 25. August 1998 (BGBl I, S. 2501) wird Bezug auf die Kriegssonderstrafrechtsverordnung genommen.
„Verurteilende strafgerichtliche Entscheidungen, die unter Verstoß gegen elementare Gedanken der Gerechtigkeit“ ergangen sind, wurden damit aufgehoben. Alle Urteile des Volksgerichtshofs sowie der 1945 in den Reichsverteidigungsbezirken eingerichteten Standgerichten waren damit aufgehoben worden, außerdem alle Verurteilungen, die auf Gesetzen und Verordnungen beruhen, die in der dem Gesetz beigegebenen Liste enthalten sind. Im Jahre 2009 wurden mit dem Zweiten Gesetz zur Änderung des NS-AufhG (BGBl I, S. 3150) auch alle Urteile wegen Kriegsverrat aufgehoben.

## Deutungen
Mehrere Autoren weisen explizit auf die Formulierung zur Wehrkraftzersetzung in § 5 Absatz 1 Nummer 1 hin, die mit Todesstrafe bedroht, „wer öffentlich dazu auffordert oder anreizt, die Erfüllung der Dienstpflicht in der deutschen oder einer verbündeten Wehrmacht zu verweigern, oder sonst öffentlich den Willen des deutschen oder verbündeten Volkes zur wehrhaften Selbstbehauptung zu lähmen oder zu zersetzen sucht“. Im Anschluss an drei grundlegende Urteile des Reichskriegsgerichts von 1940 legte der Volksgerichtshof unter Roland Freisler den Begriff der Öffentlichkeit extensiv aus. Reichsjustizminister Thierack beanstandete, nicht alles, was im Privatkreis politisch geredet werde, solle grundsätzlich als öffentlich gesagt angesehen werden. Freisler rechtfertigte seine Auffassung mit dem Sicherheitsbedürfnis des Reiches sowie dem gesunden Volksempfinden und bot an, künftig eine Bestrafungsmöglichkeit wegen Feindbegünstigung in Betracht zu ziehen.
Der Militärhistoriker und Jurist Manfred Messerschmidt verweist 2005 darauf, dass sich das Delikt der Wehrkraftzersetzung auf das Trauma des verlorenen Ersten Weltkriegs und der Revolution von 1918 bezog. Die Strafdrohung sollte möglicher Kriegsmüdigkeit und Defätismus sowie Auflösungserscheinungen entgegenwirken und letztlich revolutionäre Entwicklungen schon im Ansatz verhindern. Gemeinsam mit der Kriegsstrafverfahrensordnung diente die KSSVO zu den militärischen Mobilmachungsvorbereitungen auf dem Gebiet des Strafrechts. Die Verfahren wurden unter anderem damit beschleunigt, dass sowohl die Berufungs- als auch die Revisionsinstanz in der Wehrmachtjustiz entfielen. Auch das Recht auf einen Verteidiger wurde weitestgehend zur „Kann-Vorschrift“, so dass die Rechte der Angeklagten bzw. Verurteilten massiv eingeschränkt waren.
Der Jurist Ingo Müller sah 1987 im § 5 der Kriegssonderstrafverordnung, durch die mildere Strafen nach den Bestimmungen des Heimtückegesetzes und der „Greuelhetze“ nach § 90f des Strafgesetzbuches verschärft werden konnten, ein „geradezu universelles Mittel“ zur Unterdrückung jeder oppositionellen Regung.